# Allexis
Allexis es un género de plantas con flores perteneciente a la familia Violaceae. Comprende 4 especies.

## Especies
- Allexis batangae
- Allexis cauliflora
- Allexis obanensis
- Allexis zygomorpha